# Katia Murmann

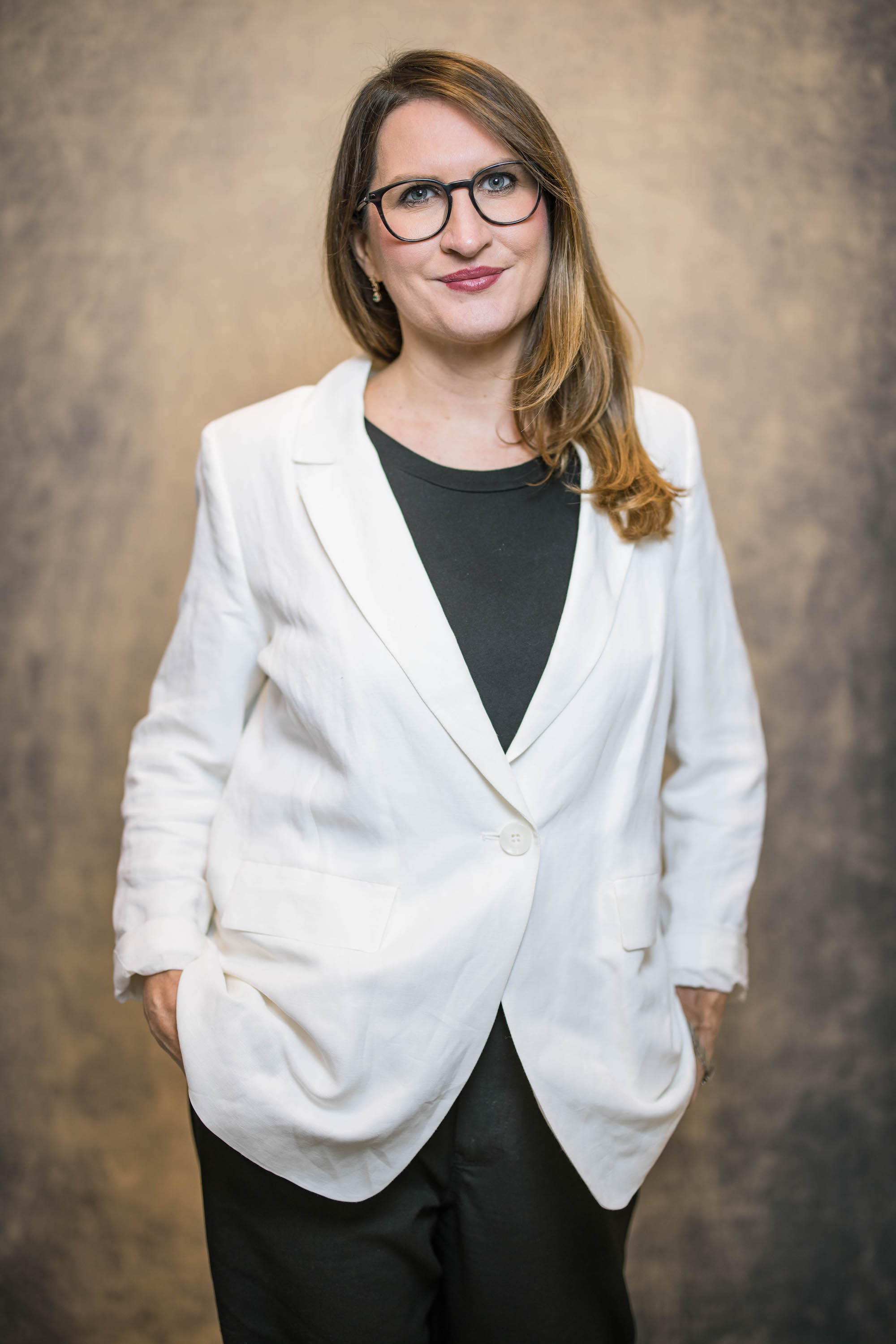
Katia Murmann (2022)

Katia Murmann Amirhosseini (* 13. Dezember 1980) ist eine schweizerisch-deutsche Unternehmerin, Verwaltungsrätin und ehemalige Journalistin, die Technologie und Daten für Transformation und gesellschaftlichen Impact nutzt. 
Sie ist Co-CEO von WolfPak.ai und war davor Chief Product Officer der Ringier Global Media Unit, Leiterin Digital der Blick-Gruppe,  Chefredaktorin von Blick.ch und Mitglied der Geschäftsleitung der Blick-Gruppe. Von März 2020 bis April 2023 war sie Verwaltungsratspräsidentin von SMD/swissdox. Sie ist Mitglied in mehreren Verwaltungsräten und Stiftungsrätin im Verein Medienqualität Schweiz sowie der Public Discourse Foundation.

## Werdegang
Ihre journalistische Laufbahn begann Murmann während der Schulzeit als freie Mitarbeiterin bei der Pegnitz-Zeitung, den Nürnberger Nachrichten und der Nürnberger Zeitung. Nach Abschluss des Gymnasiums besuchte sie die Deutsche Journalistenschule in München (40. Lehrredaktion) und studierte Politik, Kommunikationswissenschaft und Orientalistik in München und Teheran. Ihre Diplomarbeit schrieb sie über die Arbeitsbedingungen von Auslandskorrespondenten in Iran.
Während des Studiums absolvierte sie ihre Praktika unter anderem bei Spiegel TV in Hamburg, der Süddeutschen Zeitung in München und dem Tages-Anzeiger in Zürich. 2016 folgte eine dreimonatige Weiterbildung mit Schwerpunkt digitale Medien im Silicon Valley und an der Universität Berkeley.
2004 begann Katia Murmann als Reporterin beim Blick. 2006 ging sie als Gründungsmitglied zur neuen Sonntagszeitung Sonntag, wo sie u. a. das Ausland verantwortete. 2011 wechselte sie zur SonntagsZeitung, wo sie stellvertretende Ressortleiterin Fokus und Leiterin Ausland war. Ab 2013 arbeitete Murmann wieder für die Blick-Gruppe, zunächst als Nachrichtenchefin beim SonntagsBlick und Mitglied der Chefredaktion, wo sie für den digitalen Auftritt des SonntagsBlicks verantwortlich war. 
Von August 2016 bis Februar 2017 führte sie den SonntagsBlick als Chefredaktorin a. i. Ab 2017 war sie Chefredaktorin von Blick.ch und verantwortete die digitale Transformation des Newsroom und führte mit der US-Firma Palantir Daten und Dashboards im Newsroom ein.
Ab März 2020 war sie zusätzlich Chief Product Officer und Mitglied der Geschäftsleitung der Blick-Gruppe unter CEO Ladina Heimgartner. Per 1. August 2022 verliess sie Blick und gründete zusammen mit der ehemaligen Profi-Volleyball-Spielerin Diana Engetschwiler ihre eigene Firma im Bereich AI gestütztes Leadership-Training, um Führungskräfte und Organisationen in der Transformation zu begleiten.

## Engagement
Katia Murmann ist Mitglied in diversen Jurys, darunter von #herhack, dem grössten Schweizer Hack-a-thon für Frauen, sowie des von ihr mit gegründeten Dr. Georg Schreiber-Medienpreises. In ihrer Zeit als Chefredaktorin war sie Mitglied der Jury Transparenzpreis des Vereins Öffentlichkeitsgesetz.ch und des Swiss Comedy Award in der Kategorie Online.

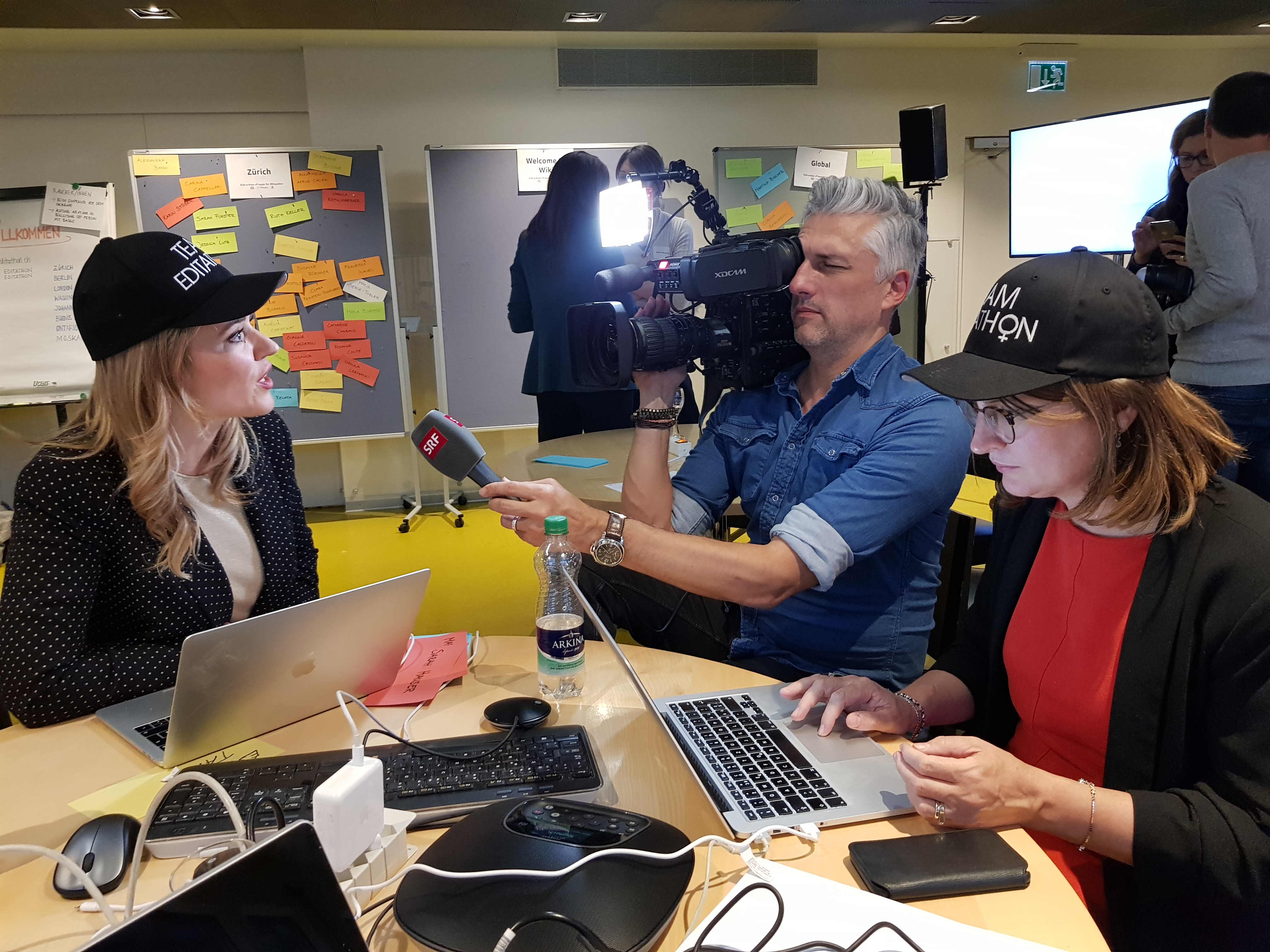
Katia Murmann (2019, rechts)

Murmann engagiert sich dafür, Frauen in Medien und Gesellschaft sichtbarer zu machen, sowie für die Vereinbarkeit von Kindern und Karriere. Sie ist Mit-Initiatintin des Edit-a-thons von SRF, Ringier und Wikimedia Schweiz, der zum Ziel hat, Frauenbiographien auf Wikipedia zu bringen. Mit Annabella Bassler, CFO der Ringier AG, initiierte sie die Initiative EqualVoice, die zum Ziel hat, Frauen in den Medien sichtbarer zu machen.
Murmann war von 2002 bis 2004 gemeinsam mit dem Unternehmensberater und Medien-Professor Markus Kaiser von der Technischen Hochschule Nürnberg und dem Kommunikationsspezialisten Matthias Rose vom Fraunhofer-Institut für Integrierte Schaltungen Vorstand der Nachwuchsjournalisten in Bayern (NJB). Derzeit ist sie dort im Ehrenrat tätig.
Murmann ist verheiratet, Mutter von drei Kindern und lebt mit ihrer Familie in Zürich.